# 薄片镜蛤
薄片镜蛤（学名：Dosinia laminata）是帘蛤目帘蛤科镜蛤属的一种。
本物種見於印度洋及南中國海。